# Тарасов, Василий Васильевич
Васи́лий Васи́льевич Тара́сов (20 августа 1902 года — 22 февраля 1969 года) — советский физик, лауреат Сталинской премии.

## Биография
Родился в 1902 г. в Москве в семье бухгалтера.
Окончил опытно-показательную школу Наркомпроса (Малаховка) и физико-математический факультет МГУ (1925).
В 1925—1940 гг. преподавал физику в Военно-воздушной инженерной академии. Одновременно с 1934 по 1940 г. заведовал кафедрой физики в Дирижаблестроительном институте (будущий МАТИ), в 1932—1936 руководитель металлофизического отдела технологической лаборатории Гражданского воздушного флота (Тушино).
С 1938 г. преподавал в МХТИ, 1940 года зав. кафедрой физики, с 1966 профессор.
Одновременно в 1944—1949 гг. зав. лабораторией резины и каучука НИИ шинной промышленности, в 1948—1951 гг. доцент Академии промышленности вооружений.
В 1937 г. присуждена ученая степень кандидата наук. В 1943 г. защитил докторскую диссертацию.

## Награды
- Сталинская премия (1951 год) — за работы по квантовой теории теплоемкости цепных и слоистых структур.
- Орден Ленина (1951)
- Медали.

## Семья
Сын — Тарасов Валерий Васильевич, учёный.

## Сочинения
- Новые вопросы физики стекла, [Текст] Москва: Государственное издательство литературы по строительству, архитектуре и строительным материалам, 1959. — 269, [1] с. — ил., табл.
- Теплота адсорбции газов и электрическая постоянна//Журнал Русского физико-химического общества. Часть физическая. 1924.
- О правиле Пиктэ // Там же. 1925.
- Новые вопросы физики стекла. М., 1959.
- Проблемы стеклообразного состояния. Сборник науч. трудов. М:РХТУ им. Д. И. Менделеева. Издательский центр, 1999.
- Эликсир молодости // Менделеевец, 1967, 12 сентября № 23,
- Мои планы научной работы в 1940 г. // Московский технолог. 1940. 16 февраля. № 8.

## Награды
- Сталинская премия 1951 года — за работу по квантовой теории теплоёмкостей цепных и слоистых структур, опубликованную в «Журнале физической химии» (1950).
- Лауреат премии Совета Министров СССР (1950).